# Camilla Asp
Eva Camilla Asp, född 6 mars 1965 i Tomelilla, är en svensk ämbetsman.

## Biografi
Camilla Asp är dotter till disponent Zenny Urban Svensson och Laila Dagny Svensson. Hon har en filosofie kandidatexamen i ekonomi från Lunds universitet 1990.
Asp inledde sin yrkeskarriär som utredare vid Konkurrensverket 1990–1994, innan hon anställdes som effektivitetsrevisor vid Riksrevisionen 1994–1998. Mellan 1998 arbetade hon inom utbildningssektorn, först som undervisningsråd vid Skolverket 1998–2001, sedan kansliråd vid Regeringskansliet 2001–2007 och slutligen stabschef vid Skolverket 2007–2013.
Hon blev chef för koordinering och stöd vid Svenska kraftnät 2013–2016, innan hon övergick till Myndigheten för samhällsskydd och beredskap (MSB), där hon hade olika former av ledande befattningar. Inledningsvis var Camilla Asp biträdande avdelningschef (2016–2017), sedan avdelningschef (2017–2021), vikarierande generaldirektör (2021) och slutligen överdirektör 2021–2024.
Sedan augusti 2024 är Camilla Asp generalsekreterare för Svenska kyrkan. Hon har tidigare varit styrelseledamot i Försvarshögskolan (2020–2024), ledamot i insynsrådet för Energimyndigheten (2023–2024) och styrelseledamot i Finansinspektionen (2023–2024).[källa behövs]